# Ammoniumtrivanadat
Ammoniumtrivanadat, NH4V3O8 ist eine chemische Verbindung zwischen Ammonium und dem Trivanadat-Ion V3O8−.

## Eigenschaften
Die Verbindung ist ein geruchloses, gelbes Pulver, welches sich bei 315 °C zersetzt. Es ist schwer löslich in Wasser.

## Toxikologie
Beim Verschlucken oder Einatmen des Stoffes wirkt es sich giftig aus. Am Auge verursacht es schwere Schäden. Zudem kann es die Atemwege reizen und bei längerer Exposition nachhaltig Organe schädigen. Es besteht der Verdacht, dass Ammoniumtrivanadiumoctaoxid die Fruchtbarkeit beeinträchtigen oder gar das Kind im Mutterleib Schaden zufügen.